# Lac J'En-Peux-Plus
Lac J'En-Peux-Plus är en sjö i Kanada.   Den ligger i regionen Laurentides och provinsen Québec, i den sydöstra delen av landet, 110 km nordost om huvudstaden Ottawa. Lac J'En-Peux-Plus ligger 439 meter över havet.
I omgivningarna runt Lac J'En-Peux-Plus växer i huvudsak blandskog. Runt Lac J'En-Peux-Plus är det ganska glesbefolkat, med 21 invånare per kvadratkilometer.